# خوسيه ريغا
خوسيه ريغا هو مدرب كرة قدم ولاعب كرة قدم بلجيكي، ولد في 30 يوليو 1957 في لياج في بلجيكا. لعب مع تشارلتون أثلتيك.

## وصلات خارجية
- خوسيه ريغا على موقع قاعدة بيانات كرة القدم.إي يو (الإنجليزية)
- خوسيه ريغا على موقع عالم كرة القدم.نت (الإنجليزية)